# Tomasz Wałdoch
Tomasz Wojciech Wałdoch (uitspraak: [ˈtɔmaʂ ˈvawdɔx], ong. tommasj vaudoch) (Gdańsk, 10 mei 1971) is een voormalig profvoetballer uit Polen, die zijn actieve carrière in 2007 afsloot bij Jagiellonia Białystok in zijn vaderland. Nadien stapte hij het trainersvak in, en was hij onder meer jeugdcoach bij FC Schalke 04. Bij die Duitse club vierde hij zijn grootste successen.

## Clubcarrière
Wałdoch speelde zeven seizoenen als verdediger voor Górnik Zabrze, toen hij in 1995 naar Duitsland vertrok en zich aansloot bij VfL Bochum. Met die club dwong hij in zijn eerste seizoen promotie af naar de Bundesliga. In 1999 stapte hij over naar FC Schalke 04, en won daar onder meer tweemaal de DFB-Pokal.

## Interlandcarrière
Wałdoch maakte deel uit van de Poolse selectie die de zilveren medaille won bij de Olympische Spelen in Barcelona. Hij speelde daar mee in alle zes duels van de ploeg van bondscoach Janusz Wójcik, die in de finale werd verslagen door gastland Spanje.
Wałdoch kwam 74 keer (twee doelpunten) uit voor de nationale ploeg van Polen in de periode 1991–2002. Hij maakte zijn debuut op 21 augustus 1991 in de vriendschappelijke thuiswedstrijd tegen Zweden die met 2-0 werd gewonnen dankzij treffers van Wałdochs collega-debutant Wojciech Kowalczyk en Mirosław Trzeciak. Ook aanvaller Grzegorz Mielcarski maakte in dat oefenduel voor het eerst zijn opwachting in de Poolse ploeg.
Hij was aanvoerder van de nationale ploeg bij het WK voetbal 2002 in Japan en Zuid-Korea. Daar speelde hij zijn 74ste en laatste interland; op vrijdag 14 juni in Polens laatste groepsduel tegen de Verenigde Staten (3-1-overwinning), toen hij na 89 minuten inviel voor Tomasz Kłos.
| Interlanddoelpunten | Interlanddoelpunten | Interlanddoelpunten     | Interlanddoelpunten | Interlanddoelpunten | Interlanddoelpunten | Interlanddoelpunten | Interlanddoelpunten |
| #                   | Datum               | Locatie                 | Wedstrijd           | Goal                | Score               | Uitslag             | Type                |
| ------------------- | ------------------- | ----------------------- | ------------------- | ------------------- | ------------------- | ------------------- | ------------------- |
| 1.                  | 23/09/1992          | Poznan                  | Polen – Turkije     | 33'                 | 1 – 0               | 1 – 0               | WK-kwalificatie     |
| 2.                  | 15/03/1995          | Ostrowiec Świętokrzyski | Polen – Litouwen    | 26'                 | 2 – 0               | 4 – 1               | Oefenduel           |

## Erelijst
VfL Bochum
- Winnaar 2. Bundesliga

1996
 FC Schalke 04
- Duits bekerwinnaar

2001, 2002
- UEFA Intertoto Cup

2003, 2004
 Polen
- Olympische Spelen

Barcelona 1992 →  zilveren medaille